# Algo que Ver con Prestar Atención
Algo que Ver con Prestar Atención (Something to Do with Paying Attention) es una novela corta extraída de El Rey Pálido  y promocionada como la última obra de ficción de David Foster Wallace por The New Yorker .   Fue publicado por McNally Editions y distribuido por Simon & Schuster en abril de 2022.
Si bien el contenido de la novela se extrajo de El Rey Pálido, por lo que técnicamente contaría con una traducción en español, no se ha publicado ninguna edición independiente de la novela corta en este idioma.

## Acerca de la novela
El prefacio es de Sarah McNally, editora del libro. La novela inacabada de Wallace y publicada póstumamente, El Rey Pálido, contiene un personaje llamado Chris Fogle. El extenso monólogo de Fogle (el capítulo más extenso de El rey pálido) fue extraído para publicarse en forma de esta novela corta. McNally también afirmó que esta novela «no es sólo una historia completa, sino el mejor ejemplo concreto que tenemos del estilo tardío de Wallace, donde la calma y lo plumbeo reemplazan la pirotecnia de La Broma Infinita y otras obras tempranas».
El propio Wallace consideró publicar esta parte de El Rey Pálido como una obra terminada, pues era profundamente consciente de su dificultad para completar El Rey Pálido y llevarlo a una forma con la que estuviera satisfecho, y porque le preocupaba que hubiera pasado un largo período de tiempo desde su última novela, publicada en 1996.
Según Jonathan Russel Clark, quien reseñó este libro para Los Angeles Times, McNally explica que publicó este libro para lectores no familiarizados con la obra de Wallace y su complejidad, calificándolo de «un lugar perfecto para empezar».

### Trasfondo
El Rey Pálido fue creado a partir de una extensa colección de papeles y disquetes que Wallace dejó acumulados durante unos diez años, aproximadamente desde 1996. Según Jon Baskin, crítico de esta novela para el New Yorker, Wallace «dejó un montón de papeles, cuadernos de espiral, carpetas y disquetes en una mesa de su garaje. La colección de notas, esbozos, fragmentos de prosa, bosquejos de personajes y capítulos parciales ascendía a cientos de miles de palabras».

### Recepción
En una reseña de 2022 publicada por Los Angeles Times, Jonathan Russel Clark escribe que la novela escribe que la novela «tiene el ritmo de las olas en una playa cuando se acerca la marea alta: movimientos hacia delante antes de retroceder, todo el tiempo avanzando hacia la arena», y que «A pesar de todo su virtuosismo, Wallace se especializó en neuróticos eruditos del centro de Norteamérica que padecen diversos grados de enfermedad mental. Éstos son los personajes que mejor escribió porque procedían de su propia experiencia".
En un artículo de 2023 para la London Review of Books, Patricia Lockwood calificó la novela como «fascinante» y escribió: «Es la primera vez que su nostalgia me suena adulta, recordando la infancia no sólo como el lugar de la formación personal, sino como la experiencia primigenia de la burocracia: colas, señales, tu propio nombre en la fila, texturas de las sillas de la sala de espera. Esperar a ser una persona».